# Sorbus ferruginea
Sorbus ferruginea är en rosväxtart som först beskrevs av Theodor Wenzig, och fick sitt nu gällande namn av Alfred Rehder. Sorbus ferruginea ingår i släktet oxlar, och familjen rosväxter. Inga underarter finns listade i Catalogue of Life.